# Sybistroma obscurellus
Sybistroma obscurellus är en tvåvingeart som först beskrevs av Fallen 1823.  Sybistroma obscurellus ingår i släktet Sybistroma och familjen styltflugor. Inga underarter finns listade i Catalogue of Life.